# Catapausa
Catapausa es un género de escarabajos longicornios de la subfamilia Lamiinae. Fue descrito por Per Olof Christopher Aurivillius en 1908.

## Especies
- Catapausa albaria Heller, 1926
- Catapausa basimaculata Breuning, 1940
- Catapausa bimaculipennis Breuning, 1956
- Catapausa bispinosa Aurivillius, 1908
- Catapausa extrema Kriesche, 1940
- Catapausa inermis Aurivillius, 1920
- Catapausa sulcatipennis Breuning, 1950